# Kyle Larson
Kyle Miyata Larson (født i Sacramento, Californien, 31. juli 1992) er en amerikansk professionel racerkører, der kører i NASCAR Cup Series.
Larson sluttede sig til Chip Ganassi Racing-holdet fra sæsonen 2014 til starten af 2020-sæsonen i bil nummer 42. I dette hold vandt han ni sejre i løbet. Han blev suspenderet fra NASCAR-myndighederne og derefter fyret fra Ganassi-holdet i april 2020 på grund af en hændelse af racistiske domme i et virtuelt racerløb.
NASCAR gendannede Larsons status i oktober 2020. Fra sæsonen 2021 kørte han i Hendrick Motorsports-hold i bil nummer 5, hvor han pr 10. Juni 2021 har vundet 5 løb i indeværende sæson.